# Australian Open 1984
Die Australian Open 1984 fanden vom 26. November bis 9. Dezember 1984 in Melbourne statt. Es handelte sich um die 17. Australian Open seit Beginn der Open Era und die 73. Auflage des Grand-Slam-Turniers in Australien.
Titelverteidiger im Einzel waren Mats Wilander bei den Herren sowie Martina Navratilova bei den Damen. Im Herrendoppel waren dies Mark Edmondson und Paul McNamee, im Damendoppel Martina Navrátilová und Pam Shriver.

## Herreneinzel

### Setzliste
| Nr. | Spieler          | Erreichte Runde |
| --- | ---------------- | --------------- |
| 01. | Ivan Lendl       | Achtelfinale    |
| 02. | Mats Wilander    | Sieg            |
| 03. | Joakim Nyström   | Achtelfinale    |
| 04. | Johan Kriek      | Halbfinale      |
| 05. | Pat Cash         | Viertelfinale   |
| 06. | Vitas Gerulaitis | 2. Runde        |
| 07. | Tim Mayotte      | 2. Runde        |
| 08. | Stefan Edberg    | Viertelfinale   |

| Nr. | Spieler         | Erreichte Runde |
| --- | --------------- | --------------- |
| 09. | Kevin Curren    | Finale          |
| 10. | John Lloyd      | 2. Runde        |
| 11. | Ramesh Krishnan | 3. Runde        |
| 12. | Brad Gilbert    | Achtelfinale    |
| 13. | Mike Bauer      | 3. Runde        |
| 14. | Ben Testerman   | Halbfinale      |
| 15. | Vijay Amritraj  | 2. Runde        |
| 16. | Miloslav Mečíř  | 2. Runde        |

## Dameneinzel

### Setzliste
| Nr. | Spielerin            | Erreichte Runde |
| --- | -------------------- | --------------- |
| 01. | Martina Navratilova  | Halbfinale      |
| 02. | Chris Evert-Lloyd    | Sieg            |
| 03. | Pam Shriver          | Viertelfinale   |
| 04. | Wendy Turnbull       | Halbfinale      |
| 05. | Claudia Kohde-Kilsch | Achtelfinale    |
| 06. | Zina Garrison        | 1. Runde        |
| 07. | Carling Bassett      | 1. Runde        |
| 08. | Andrea Temesvári     | Achtelfinale    |

| Nr. | Spielerin          | Erreichte Runde |
| --- | ------------------ | --------------- |
| 09. | Helena Suková      | Finale          |
| 10. | Sylvia Hanika      | 2. Runde        |
| 11. | Catarina Lindqvist | 1. Runde        |
| 12. | Barbara Potter     | Viertelfinale   |
| 13. | Jo Durie           | 2. Runde        |
| 14. | Alycia Moulton     | 1. Runde        |
| 15. | Kathy Rinaldi      | Achtelfinale    |
| 16. | Steffi Graf        | Achtelfinale    |

## Herrendoppel

### Setzliste
| Nr. | Paarung                          | Erreichte Runde |
| --- | -------------------------------- | --------------- |
| 01. | Mark Edmondson Sherwood Stewart  | Sieg            |
| 02. | Ken Flach Robert Seguso          | 2. Runde        |
| 03. | Kevin Curren Steve Denton        | Achtelfinale    |
| 04. | Pat Cash John Fitzgerald         | Halbfinale      |
| 05. | Broderick Dyke Wally Masur       | Viertelfinale   |
| 06. | Francisco González Matt Mitchell | Viertelfinale   |
| 07. | Tim Gullikson Tom Gullikson      | 2. Runde        |
| 08. | Brad Drewett Kim Warwick         | Achtelfinale    |

| Nr. | Paarung                       | Erreichte Runde |
| --- | ----------------------------- | --------------- |
| 09. | Mike Bauer Marty Davis        | 2. Runde        |
| 10. | Peter Doohan Michael Fancutt  | Halbfinale      |
| 11. | Scott Davis Ben Testerman     | 2. Runde        |
| 12. | David Graham Laurie Warder    | 2. Runde        |
| 13. | Mike DePalmer Sammy Giammalva | 2. Runde        |
| 14. | Joakim Nyström Mats Wilander  | Finale          |
| 15. | Stefan Edberg Johan Kriek     | Achtelfinale    |
| 16. | John Alexander Lloyd Bourne   | Viertelfinale   |

## Damendoppel

### Setzliste
| Nr. | Paarung                            | Erreichte Runde |
| --- | ---------------------------------- | --------------- |
| 01. | Martina Navratilova Pam Shriver    | Sieg            |
| 02. | Barbara Potter Sharon Walsh        | Halbfinale      |
| 03. | Claudia Kohde-Kilsch Helena Suková | Finale          |
| 04. | Chris Evert-Lloyd Wendy Turnbull   | Halbfinale      |

| Nr. | Paarung                        | Erreichte Runde |
| --- | ------------------------------ | --------------- |
| 05. | Betsy Nagelsen Anne White      | Achtelfinale    |
| 06. | Beverly Mould Elizabeth Sayers | 1. Runde        |
| 07. | Jo Durie Catherine Tanvier     | Achtelfinale    |
| 08. | Alycia Moulton Paula Smith     | 1. Runde        |

## Mixed
Zwischen 1970 und 1986 wurden keine Mixed-Wettbewerbe bei den Australian Open ausgetragen.